# Amphipsyche
Amphipsyche är ett släkte av nattsländor. Amphipsyche ingår i familjen ryssjenattsländor.
Kladogram enligt Catalogue of Life:
| Amphipsyche | \| \| Amphipsyche apicalis \| \| \| \| \| \| Amphipsyche bengalensis \| \| \| \| \| \| Amphipsyche berneri \| \| \| \| \| \| Amphipsyche bifasciata \| \| \| \| \| \| Amphipsyche corbeti \| \| \| \| \| \| Amphipsyche delicata \| \| \| \| \| \| Amphipsyche distincta \| \| \| \| \| \| Amphipsyche exsiliens \| \| \| \| \| \| Amphipsyche extrema \| \| \| \| \| \| Amphipsyche fuscata \| \| \| \| \| \| Amphipsyche gratiosa \| \| \| \| \| \| Amphipsyche instabilis \| \| \| \| \| \| Amphipsyche magna \| \| \| \| \| \| Amphipsyche meridiana \| \| \| \| \| \| Amphipsyche parva \| \| \| \| \| \| Amphipsyche pellucida \| \| \| \| \| \| Amphipsyche petiolata \| \| \| \| \| \| Amphipsyche proluta \| \| \| \| \| \| Amphipsyche scottae \| \| \| \| \| \| Amphipsyche senegalensis \| \| \| \| \| \| Amphipsyche sinhala \| \| \| \| \| \| Amphipsyche ulmeri \| \| \| \| |
|             | \| \| Amphipsyche apicalis \| \| \| \| \| \| Amphipsyche bengalensis \| \| \| \| \| \| Amphipsyche berneri \| \| \| \| \| \| Amphipsyche bifasciata \| \| \| \| \| \| Amphipsyche corbeti \| \| \| \| \| \| Amphipsyche delicata \| \| \| \| \| \| Amphipsyche distincta \| \| \| \| \| \| Amphipsyche exsiliens \| \| \| \| \| \| Amphipsyche extrema \| \| \| \| \| \| Amphipsyche fuscata \| \| \| \| \| \| Amphipsyche gratiosa \| \| \| \| \| \| Amphipsyche instabilis \| \| \| \| \| \| Amphipsyche magna \| \| \| \| \| \| Amphipsyche meridiana \| \| \| \| \| \| Amphipsyche parva \| \| \| \| \| \| Amphipsyche pellucida \| \| \| \| \| \| Amphipsyche petiolata \| \| \| \| \| \| Amphipsyche proluta \| \| \| \| \| \| Amphipsyche scottae \| \| \| \| \| \| Amphipsyche senegalensis \| \| \| \| \| \| Amphipsyche sinhala \| \| \| \| \| \| Amphipsyche ulmeri \| \| \| \| |
|             | Amphipsyche apicalis |
|             | |
|             | Amphipsyche bengalensis |
|             | |
|             | Amphipsyche berneri |
|             | |
|             | Amphipsyche bifasciata |
|             | |
|             | Amphipsyche corbeti |
|             | |
|             | Amphipsyche delicata |
|             | |
|             | Amphipsyche distincta |
|             | |
|             | Amphipsyche exsiliens |
|             | |
|             | Amphipsyche extrema |
|             | |
|             | Amphipsyche fuscata |
|             | |
|             | Amphipsyche gratiosa |
|             | |
|             | Amphipsyche instabilis |
|             | |
|             | Amphipsyche magna |
|             | |
|             | Amphipsyche meridiana |
|             | |
|             | Amphipsyche parva |
|             | |
|             | Amphipsyche pellucida |
|             | |
|             | Amphipsyche petiolata |
|             | |
|             | Amphipsyche proluta |
|             | |
|             | Amphipsyche scottae |
|             | |
|             | Amphipsyche senegalensis |
|             | |
|             | Amphipsyche sinhala |
|             | |
|             | Amphipsyche ulmeri |
|             | |